# 纳瓦布甘杰
纳瓦布甘杰（Nawabganj），是印度北方邦Unnao县的一个城镇。总人口9837（2001年）。

## 人口
该地2001年总人口9837人，其中男性5113人，女性4724人；0—6岁人口1506人，其中男775人，女731人；识字率55.95%，其中男性为62.16%，女性为49.24%。